# Hugh Hefner
Hugh Marston Hefner (Chicago, 9 de abril de 1926 – Los Angeles, 27 de setembro de 2017) foi um empresário norte-americano, fundador e editor-chefe da mais famosa revista erótica do mundo, a Playboy, lançada em dezembro de 1953. Foi editor da revista, com a companhia-mãe Playboy Enterprises sendo gerida por Scott Flanders desde 2009.
Em sua primeira edição, a Playboy apresentou o calendário fotográfico de Marilyn Monroe. Esteve presente em mais de vinte e oito países com suas próprias editoras nacionais, como o Brasil, o Japão, a França e a Romênia. Ironicamente, Hefner é o filho mais velho de pais protestantes e conservadores, Glenn e Grace Hefner, e descende de importantes patriarcas puritanos do estado americano de Massachusetts, como William Bradford e John Winthrop.
Sua fortuna pessoal foi avaliada em 2011 em mais de 43 milhões de dólares.

## Biografia

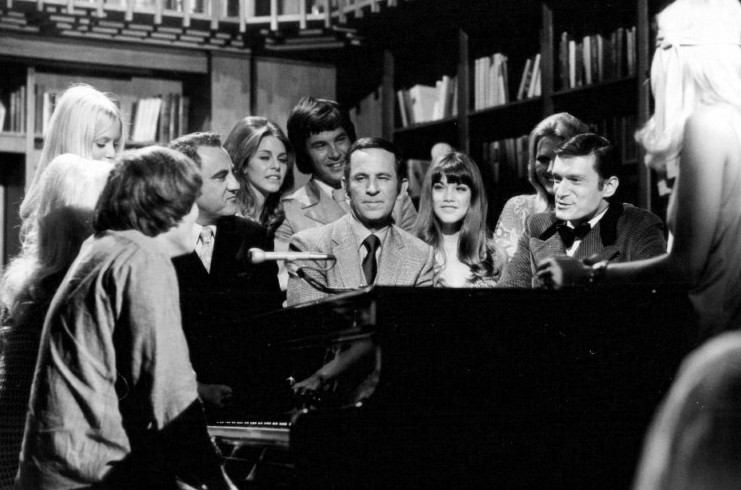
Hugh Hefner com Don Adams em 1970

Hefner nasceu em Chicago em 09 de Abril de 1926, parte de uma família conservadora e protestante. Já na escola se interessou no ramo jornalístico, criando um jornal da escola e desenhando cartuns. No último ano do ensino médio, após ser rejeitado por uma garota por quem era apaixonado, resolveu se reinventar como "Hef", uma figura sofisticada que logo garantiu-lhe popularidade entre os colegas. Após se formar em 1944, se juntou ao Exército dos Estados Unidos, trabalhando como secretário e cartunista antes de ser dispensado em 1946. Hefner fez aulas de arte no Art Institute of Chicago e em seguida entrou na Universidade de Illinois, onde se formou em apenas dois anos e meio em Psicologia. Em seguida estudou sociologia na Northwestern University, enquanto trabalhava como cartunista e editor.
Em 1949, se casou com Mildred Williams, de quem se separou dez anos depois. Tiveram dois filhos, Christie (nascida em 1952, sucedeu o pai no comando da Playboy entre 1985 e 2009) e David (n. 1955). Após alguns trabalhos em lojas, conseguiu um trabalho na Esquire em 1951, sendo demitido após a companhia se mudar para Nova York e Hefner exigir um aumento para aceitar se mudar. Seguiram-se empregos na editora Publisher's Development Corp. e a revista infantil Children's Activities, até Hefner decidir que criaria uma publicação própria, uma revista masculina sofisticada visando a geração pós-guerra. O momento definitivo para Hefner foi uma reunião do colégio, em que se lembrou de sua época como "Hef"; Com empréstimos e penhores angariou 8 mil dólares para criar a Playboy, que foi lançada em 1953 com Marilyn Monroe na capa. Hefner nunca conheceu Monroe pessoalmente, mas como gratidão por ter garantido sua entrada no mercado comprou o jazigo próximo ao túmulo de Monroe no Westwood Village Memorial Park Cemetery, em Los Angeles.

### Morte
Hugh Hefner morreu em casa no dia 27 de Setembro de 2017, devido à causas naturais.

## Mansão Playboy
Em janeiro de 2016, a Mansão Playboy foi colocada no mercado por US$ 200 milhões, com a condição de que Hugh Hefner continuasse trabalhando e morando na mansão. Mais tarde naquele ano, foi vendido para Daren Metropoulos, um diretor da empresa de private equity Metropoulos & Company, por US$ 100 milhões. Metropoulos planejou reconectar a propriedade da Mansão Playboy com uma propriedade vizinha que ele comprou em 2009, combinando as duas para um composto de 7,3 acres (3 hectares) como sua própria residência privada.
Em maio de 2017, Eugena Washington foi a última Playmate do ano a ser anunciada por Hugh Hefner na Mansão Playboy.

## Livros
- Hefner, Hugh Marston (1963). The Playboy Philosophy (em inglês). [S.l.]: HMH Publishing Company